# مركب ذو رائحة

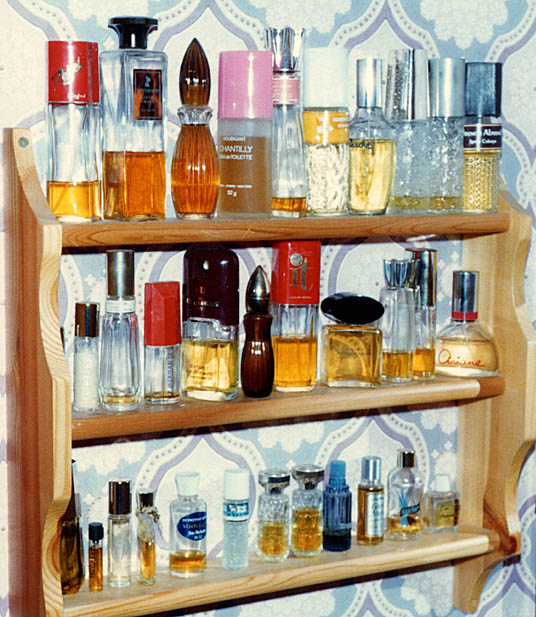
قوارير من العطور.

المركبات ذات رائحة هي مركبات كيميائية طبيعية أو مصطنعة ذات قدرة على تنبيه حاسة الشم. يميز الإنسان عادة بين الروائح العطرة الزاكية وبين الروائح المنفرة الكريهة. قد توصف هذه المركبات باسم المركبات العطرية، إلا أن هذا الوصف قد يتداخل مع صفة العطرية الكيميائية التي تخص الهيدروكربونات العطرية.
لكي يصدر المركب رائحةً يجب ان يكون متطايراً حتى يصل إلى جهاز الشم. يمكن الكشف عن هذه المركبات باستخدام تقنية الاستشراب الغازي (الكروماتوغرافيا الغازية).
تعود أقل عتبة كشف رائحة مسجلة لمركب طبيعي (بمقدار 4−10 جزء في البليون) إلى مركب ثيوتربينول المستخلص من الليمون الهندي (الكريب فروت). تستطيع الكلاب أن تكشف المركبات ذات الرائحة حتى في عتبات كشف متدنية جداً.

## أمثلة على المركبات ذات الرائحة حسب البنية

### إسترات
| اسم المركب         | وصف الرائحة             | الوفرة الطبيعية | البنية الكيميائية |
| ------------------ | ----------------------- | --------------- | ----------------- |
| أسيتات الجيرانيل   | رائحة الورود أو الفاكهة | الورد           |                   |
| فورمات الميثيل     | إيثرية                  |                 |                   |
| أسيتات الميثيل     | رائحة مذيب عطر          |                 |                   |
| بروبيونات الميثيل  | العطر / الفاكهة         |                 |                   |
| بوتيرات الميثيل    | الفاكهة                 | تفاح أناناس     |                   |
| أسيتات الإيثيل     | مذيب عطر                | نبيذ            |                   |
| بوتيرات الإيثيل    | فاكهة                   | برتقال، أناناس  |                   |
| أسيتات الإيزوأميل  | فاكهة                   | موز             |                   |
| بوتيرات البنتيل    | فاكهة                   | إجاص مشمش       |                   |
| بنتانوات البنتيل   | فاكهة                   | تفاح            |                   |
| أسيتات الأوكتيل    | فاكهة                   | برتقال          |                   |
| أسيتات البنزيل     | فاكهة                   | فراولة          |                   |
| أنثرانيلات الميثيل | فاكهة                   | عنب             |                   |
| أسيتات الهكسيل     | أزهار / فاكهة           | تفاح، خوخ       |                   |

### تربينات خطية
| اسم المركب | وصف الرائحة | الوفرة الطبيعية                | البنية الكيميائية |
| ---------- | ----------- | ------------------------------ | ----------------- |
| ميرسين     | برية        | رعي الحمام، ورق الغار          |                   |
| جيرانيول   | ورود وأزهار | غرنوقي، ليمون                  |                   |
| نيرول      | ورود وأزهار | زيت زهر النارنج، ليمونية       |                   |
| سترال      | ليمون       | آس الليمون، ليمونية            |                   |
| سيترونيلال | ليمون       | ليمونية                        |                   |
| سيترونيلول | ليمون       | ليمونية، ورد لقلقي             |                   |
| لينالول    | ورد بري     | كزبرة، ريحان، خزامى، عسلة      |                   |
| نيروليدول  | خشبي        | زيت زهر النارنج، زنجبيل ياسمين |                   |
| أوسيمين    | فاكهة/ ورود | مانجو، كركم أمادا              |                   |

### تربينات حلقية
| اسم المركب | وصف الرائحة | الوفرة الطبيعية                 | البنية الكيميائية |
| ---------- | ----------- | ------------------------------- | ----------------- |
| ليمونين    | حمضيات      | برتقال، ليمون                   |                   |
| كافور      | كافور       | نبات الكافور                    |                   |
| منثول      | بري         | نعناع                           |                   |
| كارفون     | برية        | كراوية، شبت، نعناع مدبب         |                   |
| تربينول    | ورود        | ليلك شائع، زيت ورق الآس         |                   |
| أيونون     | خشبي / ورود | البنفسج                         |                   |
| ثوجون      | نعناعي      | شيح ابن سينا، ليلك شائع، العرعر |                   |
| أوكاليبتول | بري         | أوكالبتوس                       |                   |
| ياسمون     | ورود        | ياسمين، عسلة                    |                   |

### هيدروكربونات عطرية
| اسم المركب     | وصف الرائحة                | الوفرة الطبيعية | البنية الكيميائية |
| -------------- | -------------------------- | --------------- | ----------------- |
| بنزألدهيد      | لوز                        | لوز             |                   |
| أوجينول        | قرنفل                      | قرنفل           |                   |
| ألدهيد القرفة  | قرفة                       | قرفة صينية قرفة |                   |
| إيثيل المالتول | الفاكهة المطبوخة سكر مكرمل |                 |                   |
| فانيلين        | فانيليا                    | فانيليا         |                   |
| أنيسول         | يانسون                     | يانسون          |                   |
| أنيثول         | يانسون                     | يانسون ريحان    |                   |
| إستراغون       | طرخون                      | طرخون           |                   |
| ثيمول          | زعتر                       | زعتر            |                   |

### أمينات
| اسم المركب       | وصف الرائحة | الوفرة الطبيعية | البنية الكيميائية |
| ---------------- | ----------- | --------------- | ----------------- |
| ثلاثي ميثيل أمين | سمك أمونيا  |                 |                   |
| بوتريسكين        | سمك عفن     | سمك عفن         |                   |
| كادافيرين        | سمك عفن     | سمك عفن         |                   |
| بيريدين          | مذيب عطري   | ست الحسن        |                   |
| إندول            | بري         |                 |                   |
| سكاتول           | بري         | زهر البرتقال    |                   |